# De wonderen van het leven
De wonderen van het leven is een stripalbum dat voor het eerst is uitgegeven in 2004 met Michel Ledent als schrijver, Frédéric Seron als tekenaar en Kevin Lau als inkleurder. Deze uitgave werd uitgegeven door Dupuis in de collectie expresso.